# ماسون بلومفيلد
ماسون بلومفيلد (بالإنجليزية: Mason Bloomfield)‏ (6 نوفمبر 1996 في المملكة المتحدة - ) هو لاعب كرة قدم بريطاني في مركز الهجوم. لعب مع نادي تشيلمسفورد وبيليريكاي تاون وداغنهام وريدبريدج وتشاثام تاون ‏ وMaldon & Tiptree F.C. ‏ وWitham Town F.C. ‏ وإيريث وبلفيدير ‏ وغرايز أتلاتيك ‏.

## وصلات خارجية
- ماسون بلومفيلد على موقع قاعدة بيانات كرة القدم.إي يو (الإنجليزية)
- ماسون بلومفيلد على موقع Soccerbase.com (لاعب) (الإنجليزية)
- ماسون بلومفيلد على موقع Soccerway.com (الإنجليزية)